# Kunihulsea arabica
Kunihulsea arabica is een eenoogkreeftjessoort uit de familie van de Spinocalanidae. De wetenschappelijke naam van de soort is voor het eerst geldig gepubliceerd in 1992 door Schulz.